# Paha (Szlovénia)
Paha falu Szlovéniában, a Délkelet-Szlovénia statisztikai régióban. Közigazgatásilag Novo mesto városi községhez tartozik. A település területe mindössze 0,22 négyzetkilométer. Paha 366,7 méter magasan fekszik a tenger szintjéhez viszonyítva. A falu lakossága 32 fő volt 2002-ben.

## Fordítás
- Ez a szócikk részben vagy egészben  a   Paha című angol Wikipédia-szócikk ezen változatának fordításán alapul.  Az eredeti cikk szerkesztőit annak laptörténete sorolja fel. Ez a jelzés csupán a megfogalmazás eredetét és a szerzői jogokat jelzi, nem szolgál a cikkben szereplő információk forrásmegjelöléseként.